# Église Sainte-Eugénie de Stockholm
Pour les articles homonymes, voir Sainte Eugénie et Église Sainte-Eugénie.
L'église Sainte-Eugénie (S:ta Eugenia en suédois) est un édifice religieux catholique au centre de la ville de Stockholm (Suède). Construite en 1982 selon les plans de l'architecte danois Jörgen Kjaergaard, elle est située tout près de l'ancien jardin royal Kungsträdgården dans le quartier de Norrmalm. L’église est dédiée à Eugénie d'Alsace, une abbesse (700-735) du monastère du mont Sainte-Odile en Alsace.

## Paroisse Sainte-Eugénie
La paroisse S:ta Eugenia Församling, propriétaire de l'église, s'étend de l'écluse Slussen au nord jusqu’aux limites de la province de Stockholm à l'ouest. Elle compte en 2010 environ 9 000 fidèles. Les services religieux sont célébrés en suédois, anglais, polonais et arabe. Elle est desservie par les jésuites.

## Histoire
L'édifice actuel remplace l'ancienne église Sainte-Eugénie datant de 1837. Lorsque le Roi Gustave III de Suède, en 1783, accorda la liberté de culte aux catholiques étrangers résidant en Suède, une chapelle provisoire fut aménagée à l'intérieur du Södra Stadshuset (aujourd'hui Musée de la ville), près de l'écluse Slussen. C'est là qu’en 1837 la petite paroisse put emménager dans sa propre église, qui se trouvait dan Norra Smedjegatan dans le quartier Norrmalm. Cette première église catholique construite en Suède depuis la Réforme protestante, fut démolie en 1968 à la suite du réaménagement du centre ville. La paroisse a dû, pendant quatorze ans, utiliser un ancien cinéma pour les offices religieux. 

## Édifice
Le nouvel édifice religieux est intégré dans un immeuble ancien, construit en 1897. L'église elle-même ne devait pas se situer à front de rue et on ne la voit d'ailleurs pas depuis Kungsträdgården. 

## Patrimoine
Plusieurs pièces du mobilier religieux proviennent de l'ancienne église:
- le tabernacle en marbre de Carrare est un don de l'Archiduc Maximilien Joseph d'Autriche-Este, en 1842.
- La croix dressée dans le sanctuaire est faite du bois provenant de la charpente de l'ancienne église. Elle porte un Christ, datant du  XIIIe siècle de la province de Dalécarlie.
- Les fonts baptismaux, à gauche de la nef sous la tribune de la chorale, sont en porphyre d'Älvdal et ont été offerts, en 1838, par le Roi Charles XIV Jean et la Reine Désirée.